# معرض قطط

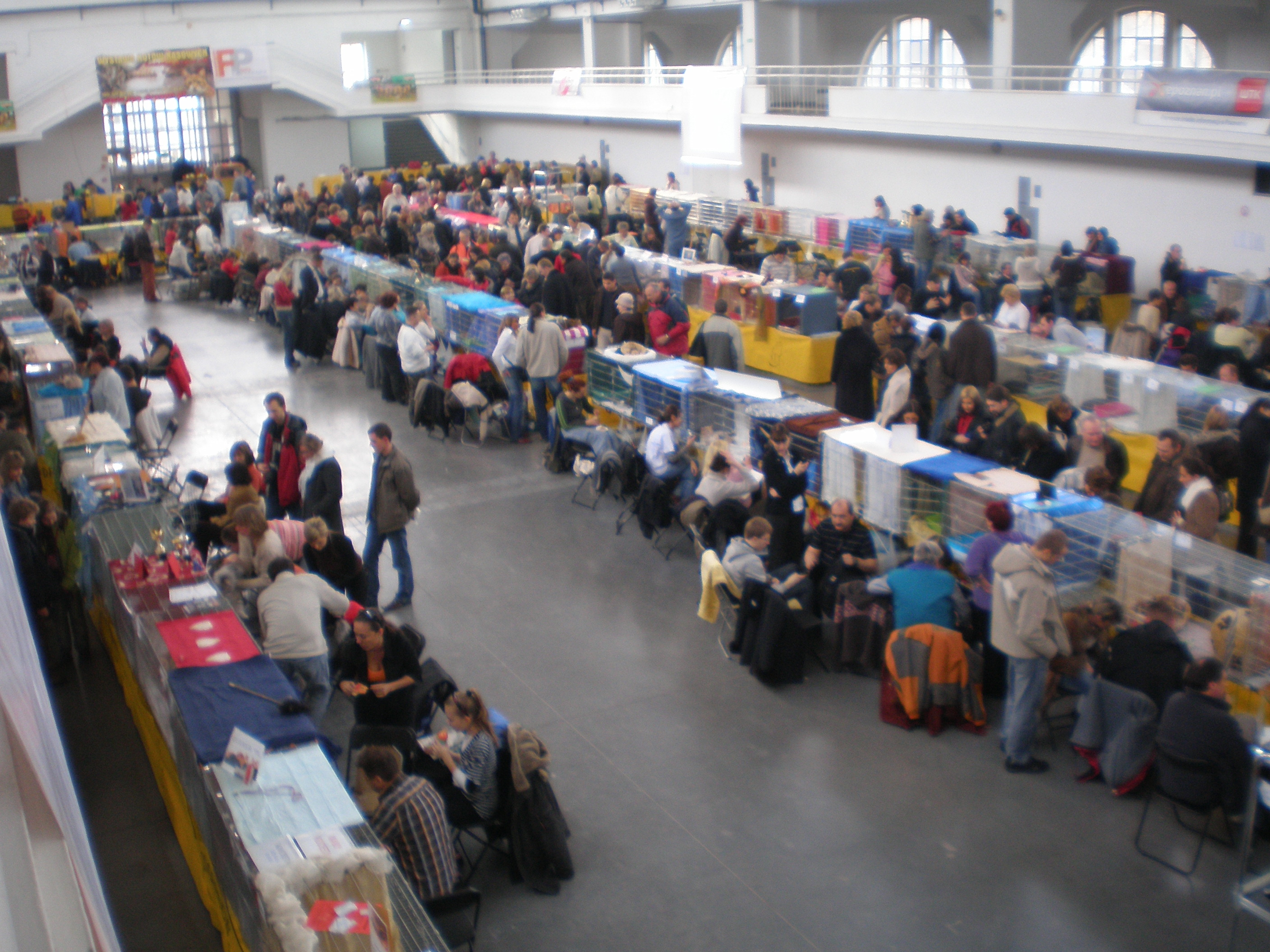
أقفاص متحاذية في معرض قطط في بولندا

معرض قطط، هي مسابقة جمال تقام في بولندا بشكل دوري في ابريل/مايو، يقوم خلالها المربون والأفراد بتقديم قططهم إلى لجنة التحكيم للانتقاد.
المعرض مفتوح لجميع المربين غير المحترفين والعارضين للقط أصيلة أو قطط منزلية قصيرة الشعر.